# Giovanni Dolfin (Bischof, 1589)
Giovanni Dolfin, auch Giovanni Delfino, (* 1589 in Venedig; † 23. Juni 1659 ebenda) war von 1626 bis zu seinem Rücktritt im Jahr 1634 Bischof von Belluno.
Dolfin war zunächst Abt und wurde am 9. Februar 1626 während des Pontifikats Urbans VIII. zum Bischof von Belluno ernannt. Antonio Marcello Barberini OFMCap weihte ihn 22. Februar 1626 in der Sixtinischen Kapelle zum Bischof. Am 24. Juni 1634 trat er als Bischof zurück, vielleicht wegen der Ermordung seines Dieners Francesco Battistin.